# La casa del recuerdo
La casa del recuerdo es una película argentina dirigida por Luis Saslavsky, según el argumento de María Luisa Bombal y Carlos Adén, que se estrenó el 20 de marzo de 1940 y que tuvo como protagonistas a Arturo García Buhr y Libertad Lamarque.

## Sinopsis
La historia gira alrededor de una muchacha que en el Buenos Aires de 1870 tiene un novio de mayor nivel social pero va cayendo progresivamente en la locura.

## Reparto
Actuaron en el filme los siguientes intérpretes:
- Aída Alberti
- María Esther Buschiazzo
- Arturo García Buhr
- Libertad Lamarque
- Mecha López
- Felisa Mary
- Nury Montsé
- Héctor Méndez
- Elsa O'Connor
- Bernardo Perrone
- Silvana Roth
- Alberto Vila
- Martín Zabalúa
- Pablo Cumo

## Críticas
El crítico Roland escribió en Crítica que el director "se somete dócilmente a seguir la huella desgarradora, y a veces abusiva hasta las lágrimas, del melodrama que conduce, aunque sin doblegar su altivez de artista" y el crítico Domingo Di Núbila escribió:

"Saslavsky desplegó su estilo en hallazgos visuales, detalles significativos, riqueza estética y la calidad interpretativa de Libertad Lamarque, Elsa O'Connor, Arturo García Buhr y Felisa Mary. En la atractiva banda musical Mario Maurano combinó temas de Chopin y Fauré con canciones de Homero Manzi y Andrés Chazarreta, en una de las cuales Libertad hizo dúo con Alberto Vila. Finos diseños de Soldi,envolvente fotografía de Etchebehere y certero montaje de Proserpio y Carchano armonizaron con el melodrama barroco que se propuso Saslavsky".

Calki opinó en El Mundo:

"Agudo melodrama en edición de lujo...una realización cinematográfica que en nuestro cine puede calificarse de excepcional".

El crítico Claudio España indica algunas escenas que son dignos dignas de recordar: la indicación del paso del tiempo por ejemplo. La cámara que enfoca a los chicos jugando en la sala retrocede: hay una superposición de imágenes y avanza la cámara de nuevo hacia adelante: todos han crecido. Al comienzo la casa es vista en su conjunto y desde arriba (se trata de una maqueta). Hay nubarrones y señales de tormenta. No hace falta más para indicarnos que por allí habrán dejado un poco de tinta las hermanas durante y que la tormenta está debajo del techo, entre las paredes.

## Testimonio de Bombal
Cuenta la escritora chilena María Luisa Bombal que durante su estadía en Argentina, acababa de publicar una crítica para la película Puerta cerrada (1939) dirigida por John Alton y Luis Saslavsky, en la revista Sur -una publicación muy importante para los intelectuales de la época- cuando Saslavsky la leyó y le pidió que escribiera el guion para su próximo proyecto. Bombal eligió adaptar la novela María de Jorge Isaacs, y en el proceso fue asesorada por Saslavsky con el lenguaje cinematográfico. Ya estaba por terminar el guion cuando el productor le informó que no iban a poder filmarlo porque los herederos de Issacs ya habían vendido los derechos a Estados Unidos, por lo cual Saslavsky le recomendó hacer su propia María. Bombal, entonces, lo rehízo, manteniendo el romance pero ambientado en la Argentina de fin de siglo y aceptando algunas imposiciones de parte de la producción, como que la actriz Libertad Lamarque, ya confirmada, cantara por lo menos tres veces. Amigos escritores de Bombal le recomendaron sacar su nombre de la película pero Luis Savlavsky se rehusó y la hizo participar en todo, incluso cuando terminaron de filmar se la exhibieron para que ella pudiera revisarla.
María Luisa Bombal opinó que el cine argentinó tuvo un antes y un después de este filme y que "el cine argentinó cambió, porque, imitando  La casa del recuerdo, empezaron a hacer otras películas de fines de siglo y hasta del emperador del Brasil".